# فيروخ بارازري
فيروخ بارازري (الاسم العلمي:Chelidoperca barazeri) (بالإنجليزية: Barazer's perchlet)‏ هو نوع من الأسماك يتبع جنس الفيروخ من الفصيلة القرفصية.